# The Blind Boys of Alabama
Pour les articles homonymes, voir Blind.
 (mai 2025).
Si vous disposez d'ouvrages ou d'articles de référence ou si vous connaissez des sites web de qualité traitant du thème abordé ici, merci de compléter l'article en donnant les références utiles à sa vérifiabilité et en les liant à la section « Notes et références ».
The Blind Boys of Alabama sont un groupe de gospel américain. Le groupe a été fondé en 1939 à Talladega, en Alabama, et a présenté une liste changeante de musiciens au cours de son histoire, majoritairement malvoyants.

## Historique
Les Blind Boys ont connu un succès grand public après leur apparition dans la comédie musicale The Gospel at Colonus, lauréate du prix Obie en 1983. Depuis lors, le groupe a fait des tournées internationales et a joué et enregistré avec des artistes tels que Prince, Lou Reed, Peter Gabriel, Bonnie Raitt, Aaron Neville, Ben Harper, Bon Iver et Amadou & Mariam. Leur reprise de la chanson de Tom Waits Way Down in the Hole a été utilisée comme chanson thème pour la première saison de la série The Wire sur HBO.
Les Blind Boys ont remporté cinq Grammy Awards en plus d'avoir reçu un Grammy Lifetime Achievement Award en 2009. Ils ont reçu une bourse du patrimoine national du National Endowment for the Arts en 1994, ils ont été intronisés au Gospel Music Hall of Fame en 2003, et au Alabama Music Hall of Fame en 2010. Le groupe a également été invité à la Maison Blanche pendant les mandats de Bill Clinton, George W. Bush et Barack Obama.

« Notre handicap n'a pas à être un handicap. Il ne s'agit pas de ce que vous ne pouvez pas faire. Il s'agit de ce que vous faites. Et ce que nous faisons, c'est chanter de la musique gospel. »

— Ricky McKinnie, dans une interview au magazine Mother Jones en 2011.

Quatre-vingt-quatre ans après leur fondation en 1939 sous le nom de Happy Land Jubilee Singers, certes avec un personnel différent, les Blind Boys of Alabama continuent leur très longue carrière et annoncent un nouvel album pour le 25 août 2023 chez Single Lock Records / Modulor, « Echoes of the South ». Un titre qui ne doit rien au hasard car c’est aussi celui de l’émission de la radio WSGN à Birmingham qui vit le groupe réaliser sa première prestation professionnelle en 1944. Jimmy Carter, membre du groupe depuis le début des années 1980, mais qui a chanté avec certains membres originaux dans son enfance, le relate dans une interview accordée en 2017 à Roger Catlin pour le Washington Post : « Notre premier pas date du 10 juin 1944. Tout a commencé avec une station de radio qui émettait à Birmingham, Alabama, WSGN. Ils avaient une émission appelée Echoes of the South. À l’époque, ils passaient des disques du Golden Gate Quartet. Et ils permirent aux Blind Boys of Alabama de venir à cette radio précisément ce jour-là, le 10 juin, pour leur première diffusion. » On peut d’ores et déjà écouter une chanson extraite de l’album, Friendship. (texte issu du site LES TEMPS DU BLUES).

## Discographie
- 1948 I Can See Everybody's Mother But Mine
- 1950 Livin' On Mother's Prayers
- 1950 Sweet Honey In The Rocks
- 1953 Sermon
- 1953 When I Lost My Mother
- 1954 Marching To Zion
- 1954 Oh Lord Stand By Me
- 1958 My Mother's Train
- 1959 God Is On The Throne
- 1959 The Original Blind Boys
- 1963 (1957) You'll Never Walk Alone
- 1963 Old Time Religion
- 1963 True Convictions
- 1965 Can I Get A Witness?
- 1967 Church Concert in New Orleans (Live)
- 1969 Fix It Jesus Like You Said You Would
- 1969 Jesus Will Be Waiting
- 1970 In The Gospel Light
- 1970 The Five Blind Boys From Alabama
- 1970 The Soul Of Clarence Fountain
- 1973 Best Of Five Blind Boys Of Alabama
- 1974 Precious Memories
- 1978 The Soldier Album
- 1984 Faith Moves Mountains
- 1987 In The Hands Of The Lord
- 1989 I'm A Changed Man
- 1989 The Five Blind Boys Of Alabama
- 1990 Brand New
- 1990 I'm Not That Way Anymore
- 1991 I Am A Soldier
- 1991 Oh Lord, Stand By Me / Marching Up To Zion
- 1991 The Best Of The Five Blind Boys
- 1992 Deep River
- 1993 Bridge Over Troubled Waters
- 1994 Alive In Person
- 1994 Blessed Assurance
- 1994 Don't Forget To Pray
- 1994 In The Gospel Light
- 1994 Soul Gospel
- 1994 Swing Low, Sweet Chariot
- 1995 1948-51
- 1995 I Brought Him With Me
- 1996 All Things Are Possible
- 1996 Golden Mements In Gospel
- 1997 Holdin' On
- 1998 Have Faith: The Very Best of the Five Blind Boys of Alabama
- 1999 Best of Clarence Fountain and the Five Blind Boys of Alabama
- 1999 Hallelujah: A Collection of Their Finest
- 2000 - My Lord What A Morning
- 2001 - Gospel For The Lord
- 2001 - Original Blind Boys
- 2001 - Spirit Of The Century[1]
- 2001 - You'll Never Walk Alone / True Convictions
- 2001 - The Blind Boys of Alabama (Real World) avec David Lindley et John Hammond
- 2002 - Collectors Edition
- 2002 - Higher Ground (Real World Records) avec Ben Harper
- 2002 - I Saw The Light
- 2003 - Go Tell It on the Mountain (Real World Records) avec Solomon Burke, Tom Waits, Aaron Neville, Mavis Staples, Chrissie Hynde
- 2004 - There Will Be a Light (Virgin Records) avec Ben Harper
- 2005 - Atom Bomb (Real World Records) avec Charlie Musselwhite
- 2006 - Just a Closer Walk with Thee, a compilation of work ranging from the years 1963–1965
- 2008 - Down in New Orleans
- 2011 - Take the High Road
- 2013 - I'll Find a Way
- 2023 - Echoes of the South

### Participations
- 1993 - In my time  de Charlie Musselwhite  (Alligator)
- 2002 - Long Walk Home de Peter Gabriel
- 2002 - Up de Peter Gabriel
- 2003 - Growing Up Live de Peter Gabriel
- 2003 - The Fighting Temptations, film de Jonathan Lynn
- 2005 - Live at the Apollo (Virgin Records) avec Ben Harper